# R-36
Le R-36 (code OTAN SS-9 Scarp pour le R-36, et SS-18 Satan pour les versions plus récentes R-36M) est une famille de missiles balistiques intercontinentaux (ICBM) de très grande taille développée par l'Union soviétique dans les années 1960 et toujours en service en Russie en 2022, dans une version modernisée R-36M2. Il s'agit du plus grand missile balistique intercontinental jamais développé. Il peut emporter 10 têtes nucléaires mirvées de 400 kilotonnes équivalent TNT à une distance de plus de 11 000 km. Le missile a été conçu par le bureau d'études Ioujnoïe et fabriqué par Ioujmach, entreprise dont le siège est à Dnepropetrovsk (aujourd'hui Dnipro) en Ukraine. Le missile SS-18 doit être remplacé par le RS-28 Sarmat.

## Description
Pour un article plus général, voir Histoire du missile balistique.
D'une portée comprise entre 11 200  et   16 000 km et capable d'emporter 10 têtes nucléaires de 0,8 mégatonne ou une tête unique de 20 mégatonnes, le R-36 a été conçu pour détruire les sites de missiles américains protégés. Il s'agit du plus grand missile jamais développé avec une masse de 210 t pour une hauteur de 37 mètres et un diamètre de 3 mètres.
Tiré depuis un silo à missile, le missile comporte deux étages et ses moteurs brûlent des ergols liquides stockables (UDMH et peroxyde d'azote). Ces missiles peuvent être stockés 3 ans avant de retourner en usine pour être rénovés par suite de la corrosion des réservoirs. Cette durée est portée à 5 ans et même 7 ans dans les années 1970 pour les nouveaux modèles.
Certains des missiles R-36M ont été reconvertis comme lanceurs capables de placer en orbite basse des satellites d'une masse allant jusqu'à 4,5 tonnes : ce sont les fusées Tsiklon-2 et Tsiklon-3, aujourd'hui retirées du service ainsi que la Dnepr, encore active en 2013.

## Caractéristiques techniques

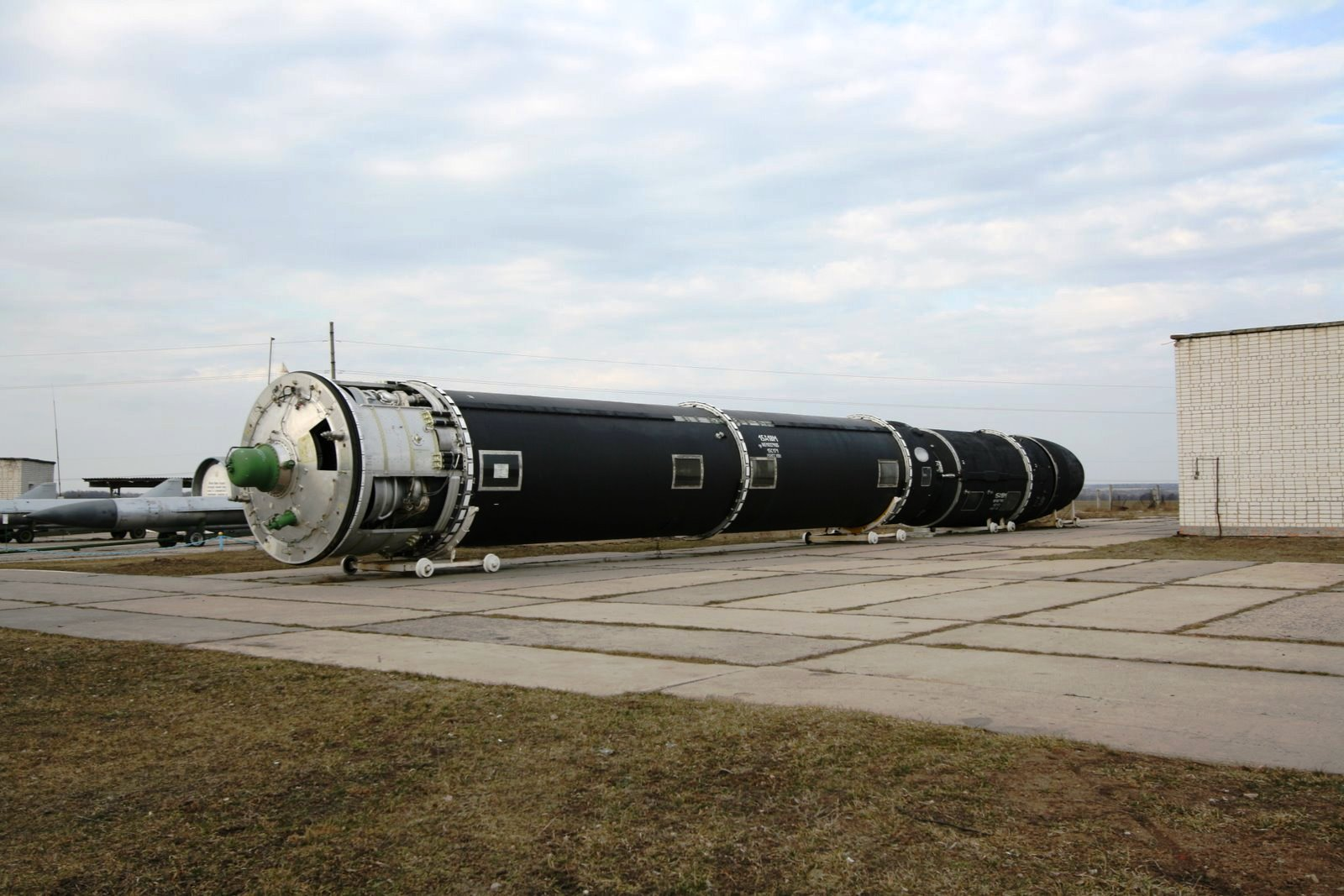
Un R-36MUTTH, code SS-18 mod. 5, au musée des forces stratégiques.

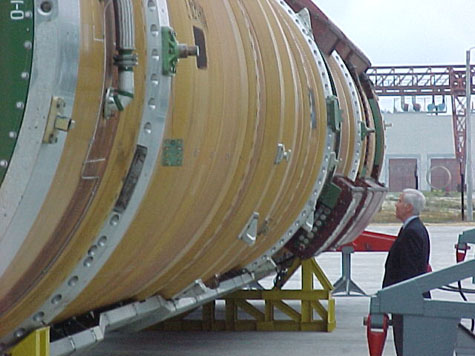
SS-18 avant sa destruction inspecté par le sénateur américain Richard Lugar en 2002.

### Étages propulsifs
Le missile dans sa dernière version (R-36M2) a une masse de 211 tonnes, est haut de 34,3 mètres avec sa charge nucléaire et a un diamètre de 3,05 mètres. Il comprend deux étages :
- le premier étage long de 16,9 mètres a une masse à vide de 6,4 tonnes et de 150 tonnes avec ses ergols. Il est propulsé durant 120 secondes par 3 moteurs-fusées RD-273 fixes dotés chacun de deux chambres de combustion ayant une poussée combinée de 4 960 kN dans le vide et une impulsion spécifique de 318 s ;
- le second étage long de 12,9 mètres pour un diamètre de 3 mètres a une masse à vide de 3,7 tonnes et de 38 tonnes avec ses ergols. Il est propulsé durant 160 secondes par un moteur-fusée RD-0255 doté de deux chambres de combustion ayant une poussée de 755 kN dans le vide.

### Têtes nucléaires
Le missile R-36 peut emporter :
- soit une ogive unique, dont la puissance varie (selon la version et selon les sources) de 18 à 25 mégatonnes d’équivalent TNT (ce qui en fait l’arme thermonucléaire la plus puissante jamais réalisée avec l'ogive américaine B41, après la Tsar Bomba) ;
- soit 8 ogives indépendantes, dont la puissance unitaire varie de 500 kilotonnes à 1,5 mégatonne selon les sources ;
- soit 10 ogives indépendantes, dont la puissance unitaire varie de 550 kilotonnes à une mégatonne selon la version et selon les sources.

Une version en service de 1968 à 1983, produite en 18 exemplaires, a été conçue pour servir à mettre en place le système de bombardement orbital fractionné, d'une portée quasi illimitée.

## Déploiement
Localisés en Russie et au Kazakhstan, les SS-18 furent mis en service à partir de 1967 dans la force des fusées stratégiques. Dès 1970, il y avait 232 missiles de diverses versions en service ; en 1971, 278 ; et un maximum de 308 engins de versions modernisées dans les années 1980.
Le R-36 devait rester en service jusqu'en 2014 ou 2016, selon une annonce faite en 2008 mais son retrait est repoussé à 2022 selon une prévision de janvier 2014. En 2008, 75 de ces engins étaient opérationnels. En janvier 2014, il restait 52 R-36M2 en service au sein de deux des treize divisions alors en activité de missiles russes. En janvier 2020, 46 sont comptabilisés. Un accord passé entre la Russie et l'Ukraine en 2006 prévoit que le constructeur ukrainien du missile assure la maintenance du parc existant au minimum jusqu'à 2016 et au maximum jusqu'à 2031, celui étant depuis caduque à la suite de l'annexion de la Crimée en 2014. En 2020, 46 sont estimés en service.
En date de septembre 2024, ce missile a effectué 26 lancements, dont 20 furent réussis.

## Dans la culture populaire
- Une mission du jeu vidéo Frontlines: Fuel of War consiste à sécuriser un missile balistique intercontinental SS-18 (désignation OTAN du R-36M) équipé d'une ogive de 20 mégatonnes.